# Michael Schacherl
Michael Schacherl (geboren 20. Juni 1869 in Pressburg, Österreich-Ungarn; gestorben 6. Juni 1939 in Wien) war ein österreichischer Politiker (SDAP). Er war Abgeordneter zum Reichsrat, Nationalrat, Steiermärkischen Landtag sowie Landesrat in der Steiermark. Schacherl spielte in der steirischen Arbeiterbewegung als Publizist und Redner eine bedeutende Rolle.

## Leben
Schacherl wurde als Sohn eines Hausierers und einer jüdischen Wäscherin geboren. Er besuchte die Volks- und Mittelschule und studierte im Anschluss zwischen 1887 und 1893 Medizin. Er promovierte 1895 zum Doktor und war zunächst am Krankenhaus Rudolfstiftung beschäftigt. 1896 wechselte er an das Allgemeine Krankenhaus in Graz. Schacherl verfasste zahlreiche sozialer Broschüren und wurde 1891 Mitarbeiter, 1899 Chefredakteur der Grazer sozialdemokratischen Zeitung Arbeiterwille.
Schacherl war ab 1903 Gemeinderat in Graz und ab 1904 Abgeordneter zum Steiermärkischen Landtag. Zudem gehörte er zwischen 1897 und 1900 sowie von 1905 bis 1918 dem Reichsrat an. Er war, nachdem er ursprünglich starke Trinkfreude zeigte, führendes Mitglied des Arbeiterabstinentenbundes und gehörte während des Ersten Weltkrieges dem Antikriegsflügel der sozialdemokratischen Partei an. Schacherl war nach dem Ersten Weltkrieg vom 21. Oktober 1918 bis zum 16. Februar 1919 als Mitglied der Provisorischen Nationalversammlung und war danach vom 4. März 1919 bis zum 22. April 1920 Mitglied der Konstituierenden Nationalversammlung. Zudem war Schacherl vom 6. November 1918 bis zum 11. März 1919 Landesrat in der Landesregierung Kaan. Schacherl legte 1920 seine politischen Mandate nieder und praktizierte in der Folge als Arzt in Sankt Radegund bei Graz. Zudem war er von 1921 bis 1934 Chefredakteur des Lokalteils der Wiener Arbeiter-Zeitung.
Schacherl hatte fünf Kinder aus erster Ehe mit Viktoria, geb. Eisenstädter, (1873–1941), darunter war der Architekt Franz Schacherl. Seine Stieftochter Erika, mit der er ein enges Verhältnis hatte, aus seiner zweiten Ehe mit Maria Matschnigg heiratete den späteren Harvard-Wirtschaftsprofessor Alexander Gerschenkron.